# Idioma tagish
Tagish es un idioma amenazado del norte atabascano hablado por el pueblo tagish en el territorio del Yukón en Canadá. Está casi extinta, ya que hay sólo quedan dos hablantes con fluidez.
Lingüísticamente, el tagish, junto con el kaska y el tahltan propio, es una variedad de tahltan.